# Staphylococcus aureus
Staphylococcus aureus (S. aureus), gula stafylokocker, är en bakterietyp som finns hos minst 50% av alla friska individer, de förekommer främst i näsöppningen. Trots det räknas de inte till normalfloran hos människan, utan de betraktas som patogena bakterier. I de flesta fall orsakar bakterien ingen skada utan lever i symbios med människokroppen, oftast på huden eller i näsan. Staphylococcus aureus kan orsaka infektion i de flesta vävnader. Den är en mycket vanlig orsak till matförgiftning, variga hud- och sårinfektioner, skelettinfektioner och infektion i hjärtklaffarna, endokardit.

## Struktur och funktion
Bakterierna är runda, ungefär 1 mikrometer långa och grampositiva. Till skillnad från de flesta andra stafylokockarter är S. aureus koagulaspositiv. Det innebär att den kan bilda ett enzym som heter koagulas, vilket kan koagulera blodplasma.

## Som sjukdomsorsak
Den kan också ge upphov till lunginflammation och mer sällan till hjärnhinneinflammation och urinvägsinfektion. I vissa fall kan infektionerna bli systemiska och i värsta fall ge upphov till det livshotande tillståndet septisk chock. En ovanlig, men allvarlig stafylokocksjukdom är toxic shock syndrome som orsakas av ett gift som i vissa fall produceras av bakterien.

## MRSA
En undergrupp av de gula stafylokockerna kallas för MRSA (meticillinresistent staphylococcus aureus). Dessa är resistenta mot alla penicilliner, cefalosporiner och karbapenemer. I Sverige beräknas knappt en procent av S. aureus vara meticillinresistenta. Det är internationellt sett mycket lågt; i andra länder kan andelen MRSA uppgå till över 25 %.

## Galleri

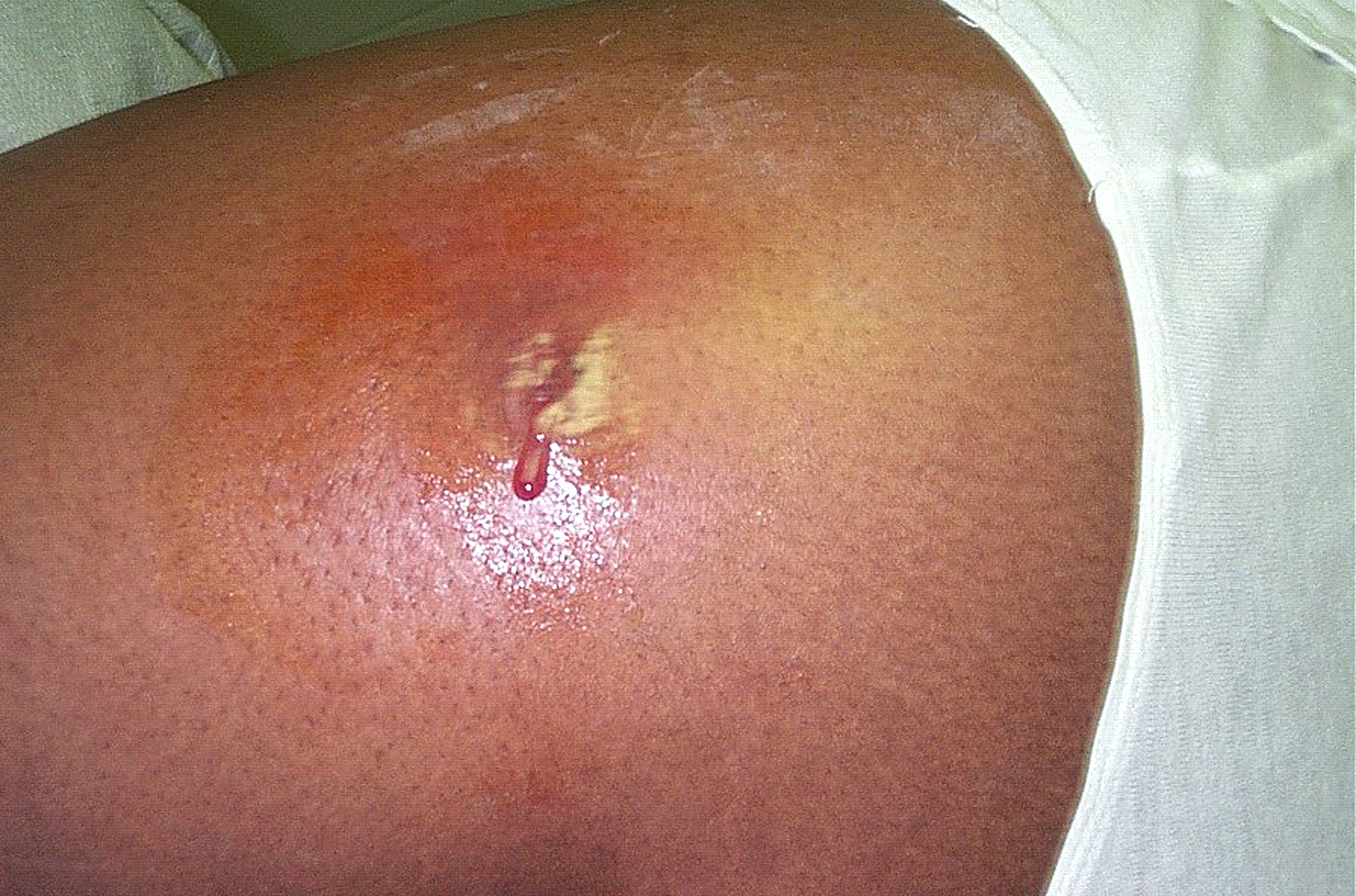
Infektion av MRSA i huden som gett upphov till en abscess.
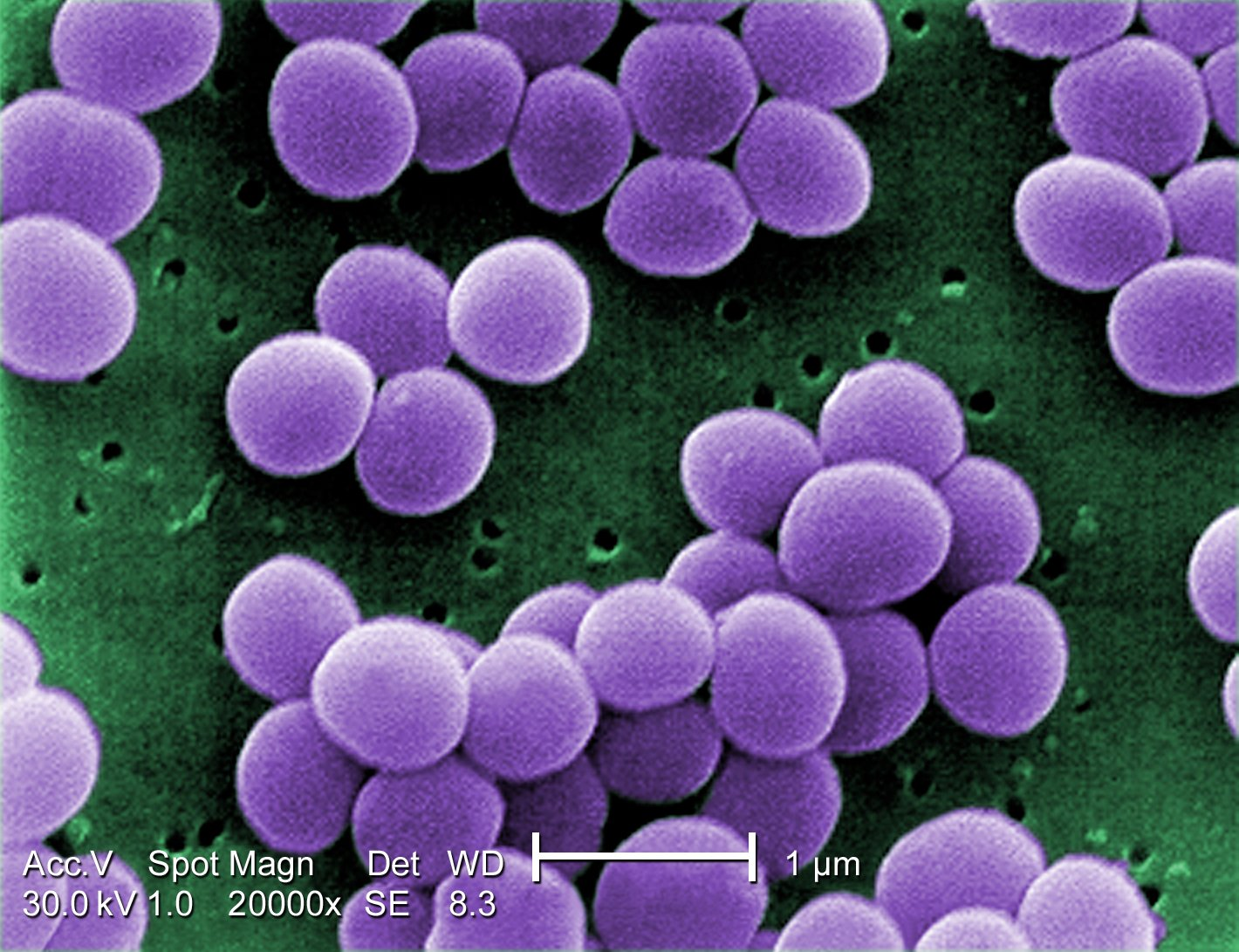
Staphylococcus aureus i 20 000x förstoring.
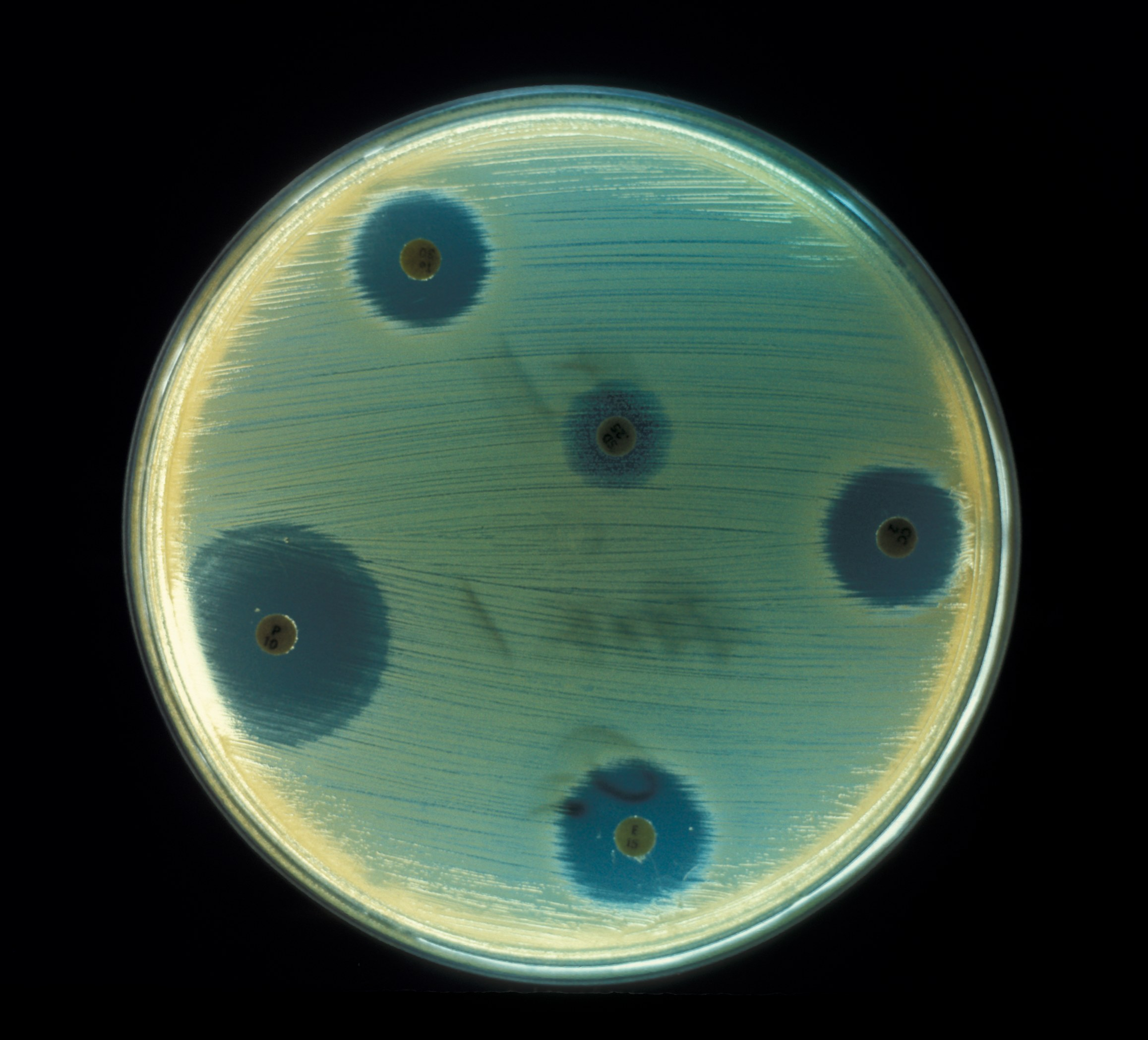
Antibiotikatest av S. aureus.
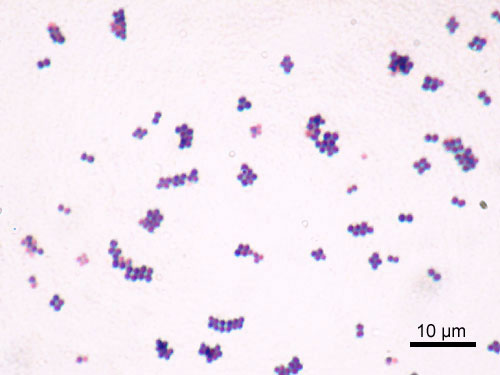
Gramfärgning av S. aureus (grampositiv).
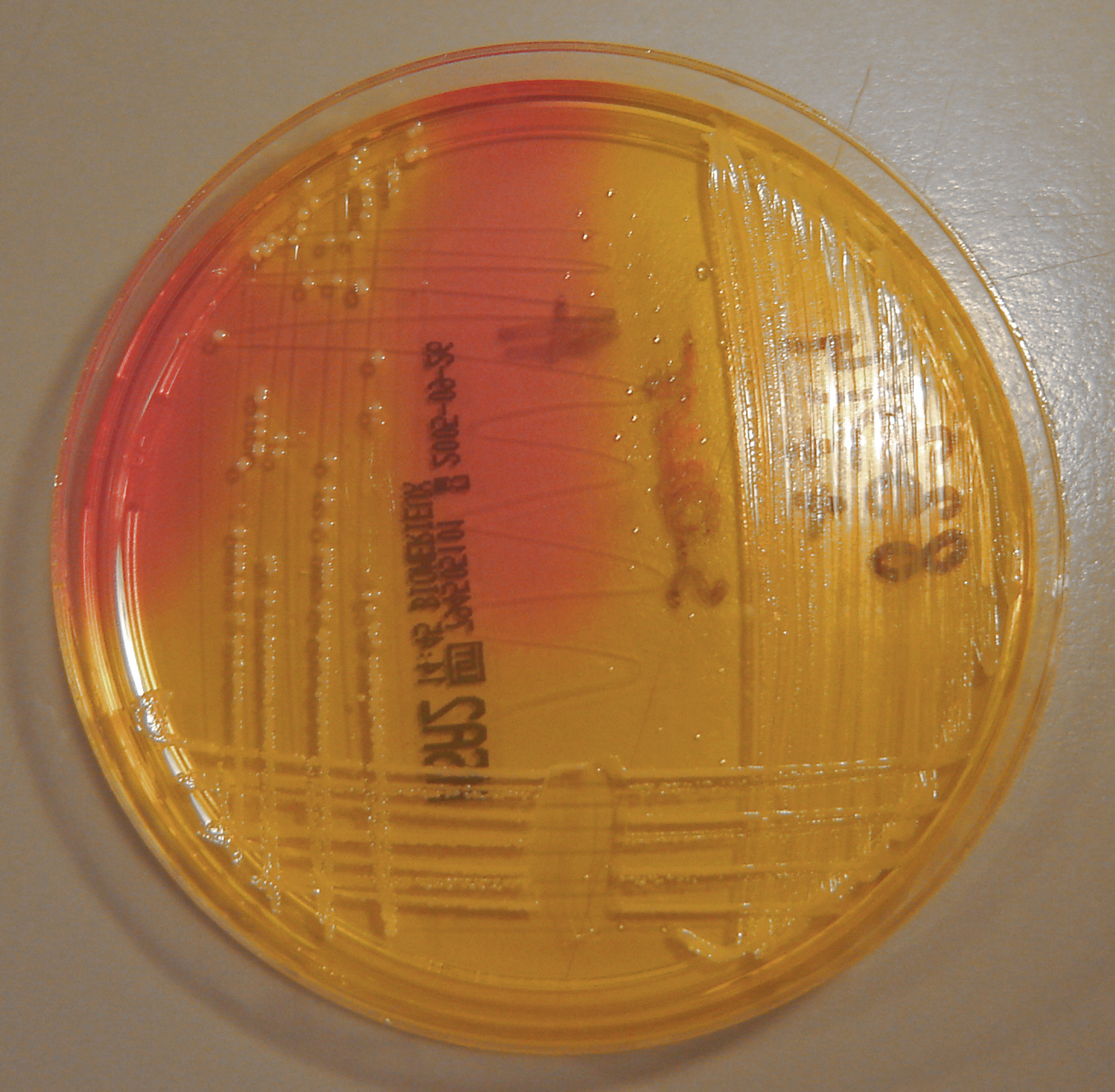
Odling av S. aureus.